# Lapū Şaḩrā
Lapū Şaḩrā (persiska: لَبو صَحرا, Labū Şaḩrā, لپو صحرا) är en ort i Iran.   Den ligger i provinsen Mazandaran, i den norra delen av landet, 170 km nordost om huvudstaden Teheran. Antalet invånare är 170.
Terrängen runt Lapū Şaḩrā är mycket platt. Runt Lapū Şaḩrā är det tätbefolkat, med 790 invånare per kvadratkilometer. Närmaste större samhälle är Bābolsar, 15,9 km väster om Lapū Şaḩrā. Trakten runt Lapū Şaḩrā består till största delen av jordbruksmark.